# 仙居鸡
仙居鸡，又称梅林鸡、元宝鸡，中国小型蛋用鸡品种之一。仙居鸡原产浙江仙居县及邻近的临海、天台、黄岩等地，故称仙居鸡。仙居鸡被列入国家级畜禽遗传资源保护名录。
仙居鸡体型较小，结实。仙居鸡为单冠。仙居鸡羽色有黄、黑、白三种，体型以黑羽最大、其次是黄羽和白羽。公鸡羽毛为黄色或红色，母鸡羽毛多为黄色，少数有黑色或花色。
仙居鸡为早熟鸡种，开产日龄约180日龄。在养殖条件较好的情况下，可以150日龄甚至更早开产。仙居鸡年产蛋量约为160-180个，甚至达200个以上。